# Alguien más
«Alguien Más» es el cuarto sencillo del álbum Utopía de la cantante y cantautora española Belinda.

## Información
Para elegir el cuarto sencillo, Belinda hizo una encuesta a sus fanes, de la cual ganó Alguien Más, seguida de "Never Enough", "Amiga Soledad", "Pudo Ser Tan Fácil" y "Good... Good". A diferencia de los 3 primeros sencillos, "Alguien más" no tiene una versión en inglés. La canción fue lanzada en septiembre de 2007, junto con la reedición del disco en el que se incluye, en todas las radiodifusoras del mundo, teniendo menor éxito que su sencillo anterior, Luz Sin Gravedad.
En la canción, Belinda habla de que tuvo un romance fallido, en el cual su pareja la engañó, y ella está muy dolida por ello. Aun así, ella se lo reclama y le dice que nunca lo va a olvidar, pero ella sabe que hay alguien más (de ahí el nombre de la canción).

## Adaptaciones
- Kara DioGuardi - "I See U"

## Lista de canciones

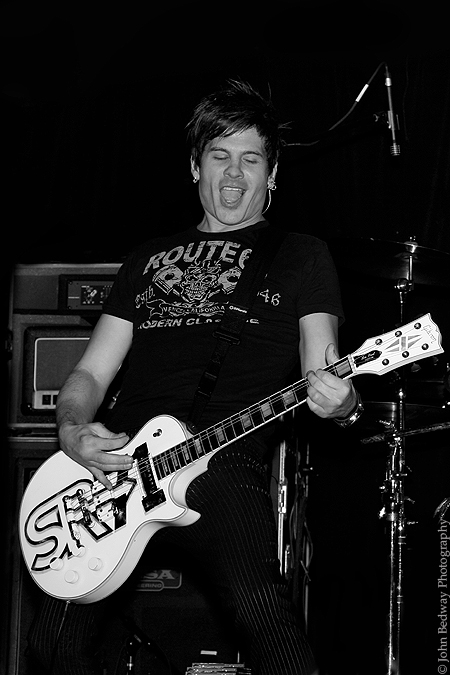
Mitch Allan, productor de la canción.

Descarga digital/Promo
1. «Alguien Más»

## Video
El video de la canción iba a ser lanzado a fines de julio de 2007, sin embargo, fue cancelado por motivos desconocidos.

## Versiones oficiales
- «Alguien Más» (Álbum Versión)